# Auras
Auras è una suddivisione dell'India, classificata come nagar panchayat, di 5.653 abitanti, situata nel distretto di Unnao, nello stato federato dell'Uttar Pradesh. In base al numero di abitanti la città rientra nella classe V (da 5.000 a 9.999 persone).

## Geografia fisica
La città è situata a 26° 55' 0 N e 80° 31' 0 E e ha un'altitudine di 121 m s.l.m..

## Società

### Evoluzione demografica
Al censimento del 2001 la popolazione di Auras assommava a 5.653 persone, delle quali 2.984 maschi e 2.669 femmine. I bambini di età inferiore o uguale ai sei anni assommavano a 1.005, dei quali 532 maschi e 473 femmine. Infine, coloro che erano in grado di saper almeno leggere e scrivere erano 2.881, dei quali 1.829 maschi e 1.052 femmine.